# Henri Alekan, des lumières et des hommes
Pour plus de détails, voir Fiche technique et Distribution.
Henri Alekan, des lumières et des hommes est un court métrage documentaire français réalisé par Laurent Roth en 1985. Il s'agit d'un entretien avec Henri Alekan, chef-opérateur dont l'œuvre traverse le cinéma français du XXe siècle.

## Synopsis
Tourné en avril 1984 à Boulogne, cet entretien saisit Henri Alekan, chef-opérateur mythique de la "qualité française", au moment de son retour dans le cinéma d’auteur (Le Toit de la baleine de Raoul Ruiz et En Rachâchant de Jean-Marie Straub et Danièle Huillet en 1982, La Belle Captive d'Alain Robbe-Grillet en 1983, Les Ailes du désir de Wim Wenders en 1987...) et de la parution de son livre somme Des lumières et des ombres, traité philosophique sur l'éclairagisme paru en 1984.

## Genèse du film
En avril 1984, Laurent Roth, cinéaste débutant, contacte Henri Alekan chez lui à Boulogne ; père de l'un de ses amis de la communale, il l'appelle pour lui demander conseil pour son premier court-métrage dont le tournage a lieu à Saint-Tropez le lendemain. Cherchant à créer du fantastique, Alekan lui répond « Commence par mettre un projecteur par terre ». Une fois le tournage achevé, il lui reste de la pellicule et une journée de location de matériel : il improvise alors le tournage d'Henri Alekan, des lumières et des hommes.
En ce début des années 1980, le directeur de la photographie fait son retour après avoir été accusé d'être cher, maniaque, l'homme du passé et des studios, ambassadeur de la « qualité française » honnie par la Nouvelle Vague qui mène le cinéma français depuis les années 1960. Pourtant, François Truffaut redécouvre théâtre et studio avec Le Dernier Métro et Jean-Luc Godard célèbre la lumière artificielle au cinéma avec Passion, tourné intégralement en studio. Alekan prend le tournant du maniérisme des années 80 dans le cinéma français qui succède à la spontanéité de la Nouvelle Vague. Il publie en 1984 un livre bilan, Des lumières et des ombres, sur sa passion pour la lumière et pour son travail qu'il aborde dans le film.

## Fiche technique
- Titre : Henri Alekan, des lumières et des hommes
- Réalisation : Laurent Roth
- Montage : Alain Sanchis, Richard Beaudonnat
- Photographie : Sophie Maintigneux, Isabelle Czajka
- Ingénieur du son : Emmanuel Maintigneux
- Production exécutive : Edmée Millot, Archibald Films
- Production déléguée : Hugues Landry, Inthemood…
- Pays d’origine :  France
- Format : 1,85 : copie originale 16 mm Noir & Blanc. 2013 : remasterisé et numérisé en 2K (par Inthemood... Production)
- Genre : documentaire
- Durée : 20 minutes

## Festivals
- 1986 : Festival de Chalon-sur-Saône
- 2009 : Intégrale Laurent Roth/Le Centquatre
- 2009 : Festival Images de Ville/Aix-en-Provence
- 2015 : Rencontres d'été de Normandie